# Phare de Vatnsnes
Le phare de Vatnsnes est situé près de Keflavík, dans la région de Suðurnes.